# Reinas de Belleza del Paraguay 2018
El certamen Reinas de Belleza del Paraguay 2018 fue un certamen de belleza organizado por Promociones Gloria, donde candidatas de todo el país compitieron por las coronas para ser las representantes paraguayas a competir en el Miss Universo 2018, Miss Mundo 2018, Miss Tierra 2018 y Reina Hispanoamericana 2018. Además de elegir a la candidata para este certamen, también será electa la representante de Paraguay para el Miss Global City Universe 2018. El evento final se llevó a cabo el 24 de agosto en el salón Galas del Hotel del Yacht & Golf Club y transmitido por el RPC. 
En el mismo evento se eligieron a las representantes paraguayas al Miss Mundo 2017 y Miss Tierra 2017 llamado Miss Mundo Paraguay 2017.

## Resultados

### Miss Universo Paraguay
| Resultado Final                      | Departamento               | Candidata                    |
| Miss Universo Paraguay 2018          | Reina Cordillera Universo  | María Belén Alderete Gayoso  |
| Reina Hispanoamericana Paraguay 2018 | Reina Cordillera Universo  | María Belén Alderete Gayoso  |
| Renunció                             | Reina Asunción Universo    | Ana Iris Ortiz Livieres      |
| Miss Tierra Paraguay 2018            | Reina Amambay Universo     | Larissa Domínguez Morel      |
| Virreina Universo Paraguay 2018      | Reina Alto Paraná Universo | Violeta Van Humbeck          |
| Miss Global City Paraguay 2018       | Reina San Pedro Universo   | Karina Da Silva              |
| Primera Princesa Universo            | Reina Caazapá Universo     | Naida Lujan Espinola Davalos |
| Segunda Princesa Universo            | Reina Canindeyú Universo   | Evelyn Báez Andrade          |

### Miss Mundo Paraguay
Las candidatas a Miss Mundo Paraguay fueron llamadas a 5 finalistas, de manera directa fueron coronadas sin hacer preguntas respectivas.
| Resultado Final              | Departamento          | Candidata                      |
| Miss Mundo Paraguay 2017     | Reina Itapúa Mundo    | Maquenna Giarín Díaz           |
| Virreina Mundo Paraguay 2017 | Reina Central Mundo   | Alisson Rebeca Martínez Almada |
| 1ra Princesa Mundo Paraguay  | Reina Amambay Mundo   | Lilian Daniela Arce Esquivel   |
| Top 5 Finalista              | Reina Asunción Mundo  | Fabiana María Mareco Álvarez   |
| Top 5 Finalista              | Reina Canindeyú Mundo | Carmen Luana Pérez Gómez       |

## Premiaciones especiales
| Títulos         | Departamento             | Candidata                    |
| Miss Amaszonas  | Reina Canindeyú Universo | Evelyn Báez Andrade          |
| Miss Elegancia  | Reina San Pedro Mundo    | Evelin Amalia Baruja Arce    |
| Miss Fotogénica | Reina Caazapá Universo   | Naida Lujan Espinola Davalos |

## Jurado
Jurado Calificador del Miss Universo Paraguay:
- Gloria de Limpias, presidenta de la Agencia Promociones Gloria
- Sally Jara, Miss Universo Paraguay 2014
- Pablo Damota, Gerente General del Yacht y Golf Club Paraguayo
- Luis Vellasai, arquitecto, escenógrafo y actor
- Bettina Barboza, Miss Universo Paraguay 1995
- Egni Eckert, Miss Universo Paraguay 2012
- Marcos Margraf, Director de Margraf Dental Center

Jurado Calificador del Miss Mundo Paraguay:
- César Fretes, Presidente del Instituto ONE 2 ONE
- Guillermo Fridman, fotógrafo Profesional y Maquillador de MAYBELLINE PARAGUAY
- Marina Mora, Miss Perú 2001
- Luz Marina Gonzales de Duran, Miss Paraguay 1988
- Carsten Pfau, presidente de Agriterra
- Gloria de Limpias, presidenta de la Agencia Promociones Gloria

## Candidatas

### Miss Universo Paraguay
8 candidatas compitieron por las coronas de Miss Universo Paraguay y Reina Hispanoamericana Paraguay:
(En la tabla se utiliza su nombre completo, los sobrenombres van entrecomillados y los apellidos utilizados como nombre artístico, entre paréntesis; fuera de ella se utilizan sus nombres «artísticos» o simplificados)
| Candidata                  | Nombre y Apellidos              | Edad    | Estatura | Ciudad de Origen                                 |
| Reina Alto Paraná Universo | Violeta Van Humbeck             | 24 años | 1.70 m   | Licenciada en Química y Estudiante de Bioquímica |
| Reina Amambay Universo     | Larissa Soledad Domínguez Morel | 22 años | 1.75 m   | Estudiante de Medicina                           |
| Reina Asunción Universo    | Ana Iris Ortiz Livieres         | 26 años | 1.78 m   | Estudiante de Psicología                         |
| Reina Caazapá Universo     | Naida Lujan Espinola Davalos    | 19 años | 1.70 m   | Estudiante de Derecho                            |
| Reina Canindeyú Universo   | Eveliyn Báez Andrade            | 21 años | 1.72 m   | Est. de moda Industrial                          |
| Reina Central Universo     | Gissel González Figueredo       | 25 años | 1.75 m   | Lic. en Análisis de Sistemas Informáticos        |
| Reina Cordillera Universo  | María Belén Alderete Gayoso     | 24 años | 1.75 m   | Estudiante de Marketing                          |
| Reina San Pedro Universo   | Karina Da Silva                 | 21 años | 1.75 m   | Estudiante de Derecho y Teatro                   |

### Miss Mundo Paraguay
7 candidatas compitieron por las coronas de Miss Mundo Paraguay y Miss Tierra Paraguay:
(En la tabla se utiliza su nombre completo, los sobrenombres van entrecomillados y los apellidos utilizados como nombre artístico, entre paréntesis; fuera de ella se utilizan sus nombres «artísticos» o simplificados)
| Candidata             | Nombre                         | Edad    | Estatura | Ciudad de Origen                 |
| Reina Amambay Mundo   | Lilian Daniela Arce Esquivel   | 18 años | 1.73 m   | Estudiante de Medicina           |
| Reina Asunción Mundo  | Fabiana María Mareco Álvarez   | 20 años | 1.68 m   | Estudiante de Publicidad         |
| Reina Caazapá Mundo   | Máxima Mabel Ferreira Ledezma  | 21 años | 1.70 m   | Estudiante de Derecho            |
| Reina Canindeyú Mundo | Carmen Luana Pérez Gómez       | 19 años | 1.70 m   | Estudiante de Arquitectura       |
| Reina Central Mundo   | Alisson Rebeca Martínez Almada | 24 años | 1.73 m   | Estudiante de Contaduría Pública |
| Reina Itapúa Mundo    | Maquenna Gaiarín Díaz          | 22 años | 1.74 m   | Ingeniero Civil                  |
| Reina San Pedro Mundo | Evelin Amalia Baruja Arce      | 20 años | 1.74 m   | Estudiante de Derecho            |

Retiros y Reemplazos;
- Liz Karina Báez Engelmann, fue coronada como Reina Canindeyú Universo 2018 pero por motivos personales y laborales  tuvo que ceder su corona a su succesora a Evelyn Andrade.
- Andresa Bolzan Reina Itapúa Universo 2018, se retiró de la competencia de manera desconocida.

## Datos acerca de las candidatas
- Algunas de las delegadas del Miss Paraguay Universo 2017 han participado, o participarán, en otros certámenes de importancia regionales, nacionales e internacionales:
  - Eveliyn Andrade (Canindeyú Universo) fue Miss Grand Saltos del Guaira 2018 y no participó en el Miss Grand Paraguay 2018
  - Larissa Domínguez (Amambay Universo) fue Miss Tourism World Paraguay 2014 y participó en el Miss Tourism World 2014 en Venezuela y obtuvo el título de Miss Tourism América 2014 y clasificó entre las 15 finalistas.
  - Belén Alderete (Cordillera Universo) fue acreedora de su título en el 2017 como Reina Cordillera Universo, pero declinó a participar Reinas de Belleza del Paraguay 2017 y este año volvió a la competencia con dicho título.
- Algunas candidatas viven o tienen ascendencia en otros departamentos o país:
  - Maquenna Gaiarín (Itapúa Mundo) es hija de Adriana Díaz, Miss Argentina Universo 1988.